# Finché morte non ci separi (singolo)
Finché morte non ci separi è un singolo della cantautrice italiana Levante, pubblicato il 14 ottobre 2015 come terzo estratto dal secondo album in studio Abbi cura di te.

## Tracce
Download digitale
1. Finché morte non ci separi – 4:56

## Video musicale
Il videoclip della canzone è stato diretto da Romana Meggiolaro.